# Julius Lasse
Julius Alexander Lasse (* 24. Dezember 1819 in Bornitz; † 13. Februar 1898 in Grimma) war ein deutscher Politiker (Nationalliberale Partei).

## Leben und Wirken
Zunächst besuchte Lasse die Volksschule in Technitz, danach absolvierte er von 1834 bis 1838 eine kaufmännische Lehre in Döbeln. Nachdem er einige Zeit in Leipzig gearbeitet hatte, besuchte Julius Lasse die kaufmännische Fachschule in Leipzig. Aber 1848 ließ er sich als Kaufmann in Grimma nieder. Er war Kommis eines Fabrikgeschäfts in Grimma und zugleich auch in einer Vereinsbank tätig. Er gehörte dem Gewerbeverein Grimma, dem 250 Mitglieder angehörten, an und stand ihm viele Jahre als Vorsitzender vor.
Von 1875 bis 1885 war er Stadtverordneter von Grimma. 1883 bis 1885 stand er dort dem Stadtverordnetenkollegium vor. 1877 wurde Julius Alexander Lasse in einer Nachwahl im 11. städtischen Wahlkreises für Richard Ludwig, der sein Mandat berufsbedingt niederlegte, als Abgeordneter in die Zweite Kammer des Sächsischen Landtags gewählt, dem er für den Rest der sechsjährigen Wahlperiode bis 1879 angehörte. Von 1886 bis 1898 war er unbesoldeter Stadtrat von Grimma.